# Kunstrijden op de Olympische Winterspelen 2022 - Team
Het kunstrijden voor paren tijdens de Olympische Winterspelen 2022 vond plaats 4, 6 en 7 februari 2022 in de Capital Indoor Stadium in Peking, China. Regerend olympisch kampioen was Canada.
Namens ieder land  kwam er per kür een mannelijke en vrouwelijke solist, een paar en een ijsdanspaar in actie. In de korte en lange kür kon een andere deelnemer/ander paar in actie komen. De Russische ploeg won de competitie. Alleen vanwege een positieve dopingtest van Kamila Valijeva, werd de medailleceremonie uitgesteld. In januari 2024 kwam er een einde aan de juridische procedure. Het Hof van Arbitrage voor Sport besloot Valijeva met terugwerkende kracht te schorsen voor vier jaar ingaande op 31 december 2021. 
De resultaten van Valijeva werden vanwege de schorsing buiten beschouwing gelaten. De Amerikaanse ploeg schoof op naar de gouden medaille. De ploeg van het Russisch Olympisch Comité viel terug naar het brons. 

## Programma
| 4 februari                                           | 6 februari                         | 7 februari                                            |
| ---------------------------------------------------- | ---------------------------------- | ----------------------------------------------------- |
| korte kür mannen korte kür ijsdansen korte kür paren | korte kür vrouwen vrije kür mannen | vrije kür paren vrije kür ijsdansen vrije kür vrouwen |

## Uitslag
M = mannen solo , V = vrouwen solo, P = paren, IJ = ijsdansen
Per categorie werd per kür punten toekend in omgekeerde volgorde van de klassering (1e plaats 10 punten... 10e plaats 1 punt). Alleen de Top-5 landen na de korte kür kwalificeerden zich voor de lange kür.
Tussen haakjes de score.
| Rang | Land             | Deelnemers                                                                 | Korte kür   | Vrije kür   | Punten |
| ---- | ---------------- | -------------------------------------------------------------------------- | ----------- | ----------- | ------ |
| 0    | Verenigde Staten | M: Nathan Chen M: Vincent Zhou                                             | 10 (111,71) | 08 (171,44) | 65     |
| 0    | Verenigde Staten | V: Karen Chen                                                              | 06 (65,20)  | 07 (131,52) | 65     |
| 0    | Verenigde Staten | P: Alexa Knierim / Brandon Frazier                                         | 08 (75,00)  | 06 (128,97) | 65     |
| 0    | Verenigde Staten | IJ: Madison Hubbell / Zachary Donohue IJ: Madison Chock / Evan Bates       | 10 (86,56)  | 10 (129,07) | 65     |
| 0    | Japan            | M: Shoma Uno M: Yuma Kagiyama                                              | 09 (105,46) | 10 (208,94) | 63     |
| 0    | Japan            | V: Wakaba Higuchi V: Kaori Sakamoto                                        | 09 (74,73)  | 09 (148,66) | 63     |
| 0    | Japan            | P: Riku Miura / Ryuichi Kihara                                             | 07 (74,45)  | 09 (139,60) | 63     |
| 0    | Japan            | IJ: Misato Komatsubara / Tim Koleto                                        | 04 (66,54)  | 06 (98,66)  | 63     |
| 0    | Russische ploeg  | M: Mark Kondratiuk                                                         | 08 (95,81)  | 09 (181.65) | 54     |
| 0    | Russische ploeg  | V: Kamila Valijeva                                                         | 0 (90,18)   | 0 (178,92)  | 54     |
| 0    | Russische ploeg  | P: Anastasia Mishina / Aleksandr Galliamov                                 | 09 (82,64)  | 10 (145,20) | 54     |
| 0    | Russische ploeg  | IJ: Viktoria Sinitsina / Nikita Katsalapov                                 | 09 (85,05)  | 09 (128,17) | 54     |
| 004  | Canada           | M: Roman Sadovsky                                                          | 03 (71,06)  | 06 (122,60) | 53     |
| 004  | Canada           | V: Madeline Schizas                                                        | 08 (69,60)  | 08 (132,04) | 53     |
| 004  | Canada           | P: Kirsten Moore-Towers / Michael Marinaro P: Vanessa James / Eric Radford | 06 (67,34)  | 07 (130,07) | 53     |
| 004  | Canada           | IJ: Piper Gilles / Paul Poirier                                            | 07 (82,72)  | 08 (124,39) | 53     |
| 005  | China            | M: Jin Boyang                                                              | 05 (82,87)  | 07 (155,04) | 50     |
| 005  | China            | V: Zhu Yi                                                                  | 01 (47,03)  | 06 (91,41)  | 50     |
| 005  | China            | P: Sui Wenjing / Han Cong P: Peng Cheng / Jin Yang                         | 10 (82,83)  | 08 (131,75) | 50     |
| 005  | China            | IJ: Wang Shiyue / Liu Xinyu                                                | 06 (74,66)  | 07 (107,18) | 50     |
|      |                  |                                                                            |             |             |        |
| 006  | Georgië          | M: Moris Kvitelasjvili                                                     | 07 (92,37)  |             | 22     |
| 006  | Georgië          | V: Anastasija Goebanova                                                    | 07 (67,56)  |             | 22     |
| 006  | Georgië          | P: Karina Safina / Luka Berulava                                           | 05 (64,79)  |             | 22     |
| 006  | Georgië          | IJ: Maria Kazakova / Georgy Reviya                                         | 03 (64,60)  |             | 22     |
| 007  | Italië           | M: Daniel Grassl                                                           | 06 (88,10)  |             | 20     |
| 007  | Italië           | V: Lara Naki Gutmann                                                       | 02 (58,52)  |             | 20     |
| 007  | Italië           | P: Nicole Della Monica / Matteo Guarise                                    | 04 (60,30)  |             | 20     |
| 007  | Italië           | IJ: Charlène Guignard / Marco Fabbri                                       | 08 (83,83)  |             | 20     |
| 008  | Tsjechië         | M: Michal Březina                                                          | 04 (76,77)  |             | 15     |
| 008  | Tsjechië         | V: Eliška Březinová                                                        | 03 (61,05)  |             | 15     |
| 008  | Tsjechië         | P: Elizaveta Zhuk / Martin Bidař                                           | 03 (56,70)  |             | 15     |
| 008  | Tsjechië         | IJ: Natalie Taschlerova / Filip Taschler                                   | 05 (68,99)  |             | 15     |
| 009  | Duitsland        | M: Paul Fentz                                                              | 02 (68,64)  |             | 8      |
| 009  | Duitsland        | V: Nicole Schott                                                           | 05 (62,66)  |             | 8      |
| 009  | Duitsland        | P: DNS                                                                     |             |             | 8      |
| 009  | Duitsland        | IJ: Katharina Müller / Tim Dieck                                           | 01 (63,21)  |             | 8      |
| 010  | Oekraïne         | M: DNS                                                                     |             |             | 8      |
| 010  | Oekraïne         | V: Anastasia Shabotova                                                     | 04 (62,49)  |             | 8      |
| 010  | Oekraïne         | P: Sofiia Holichenko / Artem Darenskyi                                     | 02 (53,65)  |             | 8      |
| 010  | Oekraïne         | IJ: Alexandra Nazarova / Maxim Nikitin                                     | 02 (64,08)  |             | 8      |